# 자바 아자디 카불 FC
자바 아자디 카불 FC는 아프가니스탄을 연고로 하는 축구단이다. 아프가니스탄 프리미어리그에 참가하기 전에 카불 프리미어리그에 참가했었다.